# Mahábádská republika

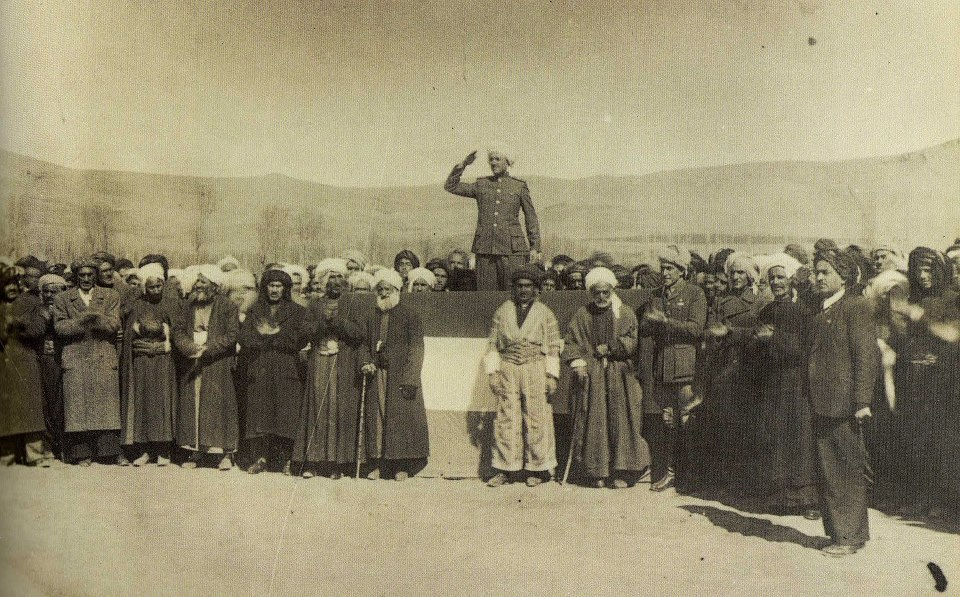
Vyhlášení Mahábádské republiky

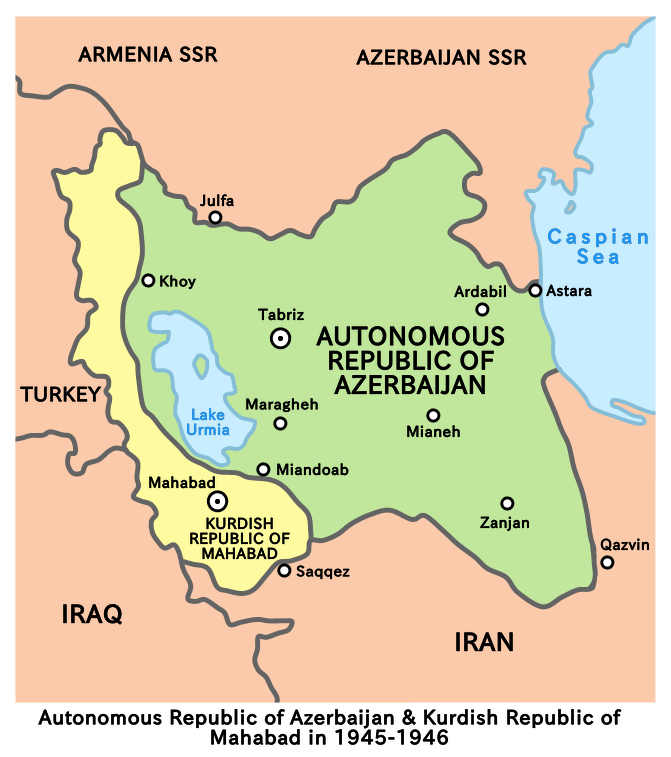
Mahábádská republika a íránský Ázerbájdžán v letech 1945-1946

Mahábádská republika (kurdsky کۆماری مەھاباد [Komarî Mehabad]) byl krátce existující státní útvar ve Východním Kurdistánu na území Íránu. Po Araratské republice to byl druhý nezávislý kurdský stát, který vznikl v lednu 1946 a zanikl téhož roku. Jednalo se v podstatě o loutkový stát Sovětského svazu. Hlavním městem bylo město Mahábád v severozápadním Íránu, přičemž pod kontrolou státu bylo malé území kolem tohoto města včetně blízkých měst Piranšár, Nakada a Ušnavíja. Vznik a zánik republiky byl součástí Íránské krize v roce 1946 během začátku studené války.